# Johann Gotthilf Ziegler

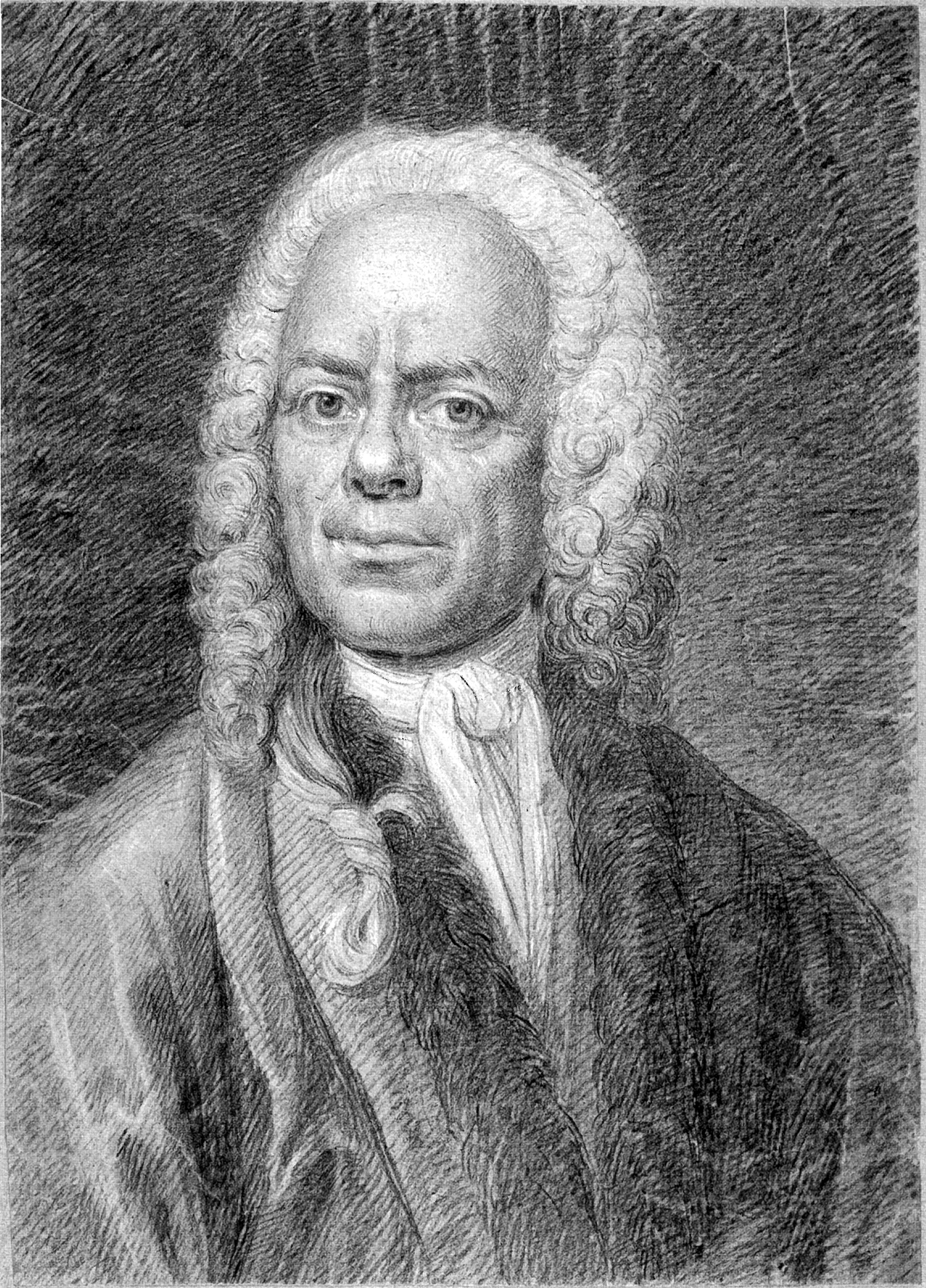
Porträt Zieglers von Johann Sebastian Bach (früher als Pierre-Gabriel Buffardin identifiziert)

Johann Gotthilf Ziegler (* 25. März 1688 in Leubnitz; † 15. September 1747 in Halle an der Saale) war ein deutscher Komponist und Organist des Barock.

## Herkunft
Johann Gotthilf Ziegler stammt aus einer weit verzweigten Musikerfamilie und gehört zusammen mit Gottfried Kirchhoff und Friedrich Wilhelm Zachow zu den bedeutendsten Vertretern des so genannten Hallischen Spätbarock. Sein Vater war der Schulmeister und Organist Daniel Ziegler (* 1630 bei Dresden), Sohn des sächsischen Schulmeisters Johann Ziegler.

## Jugend und Ausbildung
Am Dresdner Hof Augusts des Starken hatte Ziegler bereits als Wunderkind für Aufsehen gesorgt, denn er konnte nach zeitgenössischen Berichten in Johann Gottfried Walthers Musicalischem Lexikon bereits als Vierjähriger singen, spielte zwei Jahre später Klavier, beherrschte als Zehnjähriger das Vomblattsingen und konnte im gleichen Alter als Vertreter die Orgel im Gottesdienst spielen.
In Dresden erhielt Ziegler Unterricht bei Christian Petzold, dem Organisten der Sophienkirche, danach reiste zwei Jahre lang durch Deutschland, um in verschiedenen Hofkapellen Erfahrungen zu sammeln, so auch für die Dauer von drei Jahren im Collegium musicum des Paedagogium regium der sogenannten „Frackeschen Stiftungen“ von August Hermann Francke in Halle.
Im Jahre 1710 war er Schüler von Friedrich Wilhelm Zachow und studierte nach einem kurzen Aufenthalt in Frankfurt an der Universität Halle drei Jahre lang Rechtswissenschaften und Theologie.
Um das Jahr 1715 erhielt Johann Gotthilf Ziegler in Weimar Unterricht bei Johann Sebastian Bach, bei welchem er nach eigener Auskunft insbesondere die Kunst des Choralspiels erlernte. Nach Walthers Lexikon ist Ziegler auch Kompositions-Schüler von Johann Theile in Naumburg gewesen.

## Berufliche Stationen
Nachdem ihm der Hallesche Marienorganist Gottfried Kirchhoff die nötige musikalische Reife bescheinigt hatte, wurde Ziegler im Oktober 1714 zum Adjunkt des Organisten A. Meißner an der Ulrichskirche in Halle bestellt. Nach Meißners Tod im Jahre 1718 wurde Ziegler zum alleinigen Director musices und Organisten an St. Ulrich ernannt und behielt dieses Amt bis zu seinem Tod, obwohl er mehrmals Berufungen von auswärts, so etwa aus Reval, erhielt, welche jedoch durch Besoldungserhöhungen in ihrer Attraktivität gemindert wurden.
Im Jahre 1746 hatte er sich in Halle um die Nachfolge des verstorbenen Gottfried Kirchhoff beworben, allerdings erhielt Wilhelm Friedemann Bach dieses Amt.
Neben seinen Aufgaben als Komponist und Organist war Ziegler auch ein so gefragter Musiklehrer, dass er eine Warteliste führen musste.

## Privates
Seit dem 4. Mai 1717 war Ziegler mit Anna Elisabeth Krüger verheiratet, mit der er fünf Kinder hatte, darunter die Tochter Johanna Charlotte Ziegler (1725–1782), die als anakreontische Dichterin hervor trat. Sein Neffe war der Komponist und Organist Christian Gottlieb Ziegler.

## Werke
- Vier Kantatenjahrgänge, auf Texte von Christian Friedrich Hunold
- Christi Glieder, Christi Brüder, Kantate (1717)
- Da hörst du, Mensch, was deines Gottes Wille, Kantate (1716)
- Leichen-Music (1736)